# Birkenstock
Birkenstock Orthopädie GmbH & Co. KG è un produttore di scarpe nato nel 1774 con sede a Neustadt in Germania.

## Storia
L'azienda vende in particolare ciabatte e altre calzature riconoscibili per le loro sagome in sughero e suole in gomma e che si adattano alla forma del piede di chi lo indossa.
L'azienda è sempre stata di proprietà della famiglia Birkenstock fino al febbraio 2021, quando i fratelli Alex e Christian Birkenstock, eredi della famiglia, hanno venduto la maggioranza delle azioni al fondo di investimento L Catterton, controllato da Bernard Arnault, proprietario del gruppo francese di beni di lusso LVMH. La società tedesca è stata valutata 4 miliardi di euro.